# Medal Polarny
Medal Polarny (ang. Polar Medal) – medal przyznawany przez monarchię brytyjską. Ustanowiony został w roku 1857 jako Medal Arktyczny, a następnie przemianowany na Medal Polarny w roku 1904.